# Lijst van nummer 1-hits in de Nederlandse Single Top 100 in 2013
Deze hits stonden in 2013 op nummer 1 in de Nederlandse Single Top 100.
| Nummer | Datum        | Artiest                                                                              | Titel                              |
| ------ | ------------ | ------------------------------------------------------------------------------------ | ---------------------------------- |
| 706    | 5 januari    | will.i.am & Britney Spears                                                           | Scream & shout                     |
|        | 12 januari   | will.i.am & Britney Spears                                                           | Scream & shout                     |
|        | 19 januari   | will.i.am & Britney Spears                                                           | Scream & shout                     |
|        | 26 januari   | will.i.am & Britney Spears                                                           | Scream & shout                     |
| 707    | 2 februari   | Gerard Joling                                                                        | De nacht voorbij                   |
|        | 9 februari   | Gerard Joling                                                                        | De nacht voorbij                   |
| 708    | 16 februari  | Jan Smit                                                                             | Hoop, liefde en vertrouwen         |
| 709    | 23 februari  | One Direction                                                                        | One way or another (Teenage kicks) |
| 710    | 2 maart      | P!nk & Nate Ruess                                                                    | Just give me a reason              |
| 711    | 9 maart      | Macklemore, Ryan Lewis & Wanz                                                        | Thrift shop                        |
| 712    | 16 maart     | Nick & Simon                                                                         | Julia                              |
|        | 23 maart     | Nick & Simon                                                                         | Julia                              |
| 713    | 30 maart     | Klangkarussell                                                                       | Sonnentanz                         |
|        | 6 april      | Klangkarussell                                                                       | Sonnentanz                         |
| 714    | 13 april     | Robin Thicke, T.I. & Pharrell                                                        | Blurred lines                      |
| 715    | 20 april     | RTL Boulevard United                                                                 | Koningin van alle mensen           |
| 716    | 27 april     | Nationaal Comité Inhuldiging                                                         | Koningslied                        |
| 714    | 4 mei        | Robin Thicke, T.I. & Pharrell                                                        | Blurred lines                      |
|        | 11 mei       | Robin Thicke, T.I. & Pharrell                                                        | Blurred lines                      |
| 717    | 18 mei       | Anouk                                                                                | Birds                              |
|        | 25 mei       | Anouk                                                                                | Birds                              |
| 718    | 1 juni       | Maaike Ouboter                                                                       | Dat ik je mis                      |
|        | 8 juni       | Maaike Ouboter                                                                       | Dat ik je mis                      |
|        | 15 juni      | Maaike Ouboter                                                                       | Dat ik je mis                      |
| 719    | 22 juni      | Gerard Joling & Jandino                                                              | Mijn liefde                        |
| 720    | 29 juni      | Avicii                                                                               | Wake me up                         |
|        | 6 juli       | Avicii                                                                               | Wake me up                         |
|        | 13 juli      | Avicii                                                                               | Wake me up                         |
|        | 20 juli      | Avicii                                                                               | Wake me up                         |
|        | 27 juli      | Avicii                                                                               | Wake me up                         |
|        | 3 augustus   | Avicii                                                                               | Wake me up                         |
|        | 10 augustus  | Avicii                                                                               | Wake me up                         |
|        | 17 augustus  | Avicii                                                                               | Wake me up                         |
| 718    | 24 augustus  | Maaike Ouboter                                                                       | Dat ik je mis                      |
| 720    | 31 augustus  | Avicii                                                                               | Wake me up                         |
|        | 7 september  | Avicii                                                                               | Wake me up                         |
| 721    | 14 september | Julia van der Toorn                                                                  | Oops!... I did it again            |
| 720    | 21 september | Avicii                                                                               | Wake me up                         |
| 722    | 28 september | Gordon                                                                               | Kom eens dichterbij                |
|        | 5 oktober    | Gordon                                                                               | Kom eens dichterbij                |
|        | 12 oktober   | Gordon                                                                               | Kom eens dichterbij                |
| 723    | 19 oktober   | Pharrell Williams                                                                    | Happy                              |
| 724    | 26 oktober   | Marco Borsato, Bag2Bank & Ali B                                                      | Muziek                             |
| 723    | 2 november   | Pharrell Williams                                                                    | Happy                              |
|        | 9 november   | Pharrell Williams                                                                    | Happy                              |
| 725    | 16 november  | Marco Borsato & Trijntje Oosterhuis                                                  | Ik zou het zo weer over doen       |
|        | 23 november  | Marco Borsato & Trijntje Oosterhuis                                                  | Ik zou het zo weer over doen       |
| 726    | 30 november  | Marco Borsato, Jada Borsato, Willem Frederiks, Lange Frans, Day Ewbank & John Ewbank | Samen voor altijd                  |
| 723    | 7 december   | Pharrell Williams                                                                    | Happy                              |
| 727    | 14 december  | Cheyenne Toney                                                                       | Formidable                         |
| 728    | 21 december  | John Legend                                                                          | All of me                          |
| 729    | 28 december  | DVBBS & Borgeous                                                                     | Tsunami                            |